# Colectivo Yaiza Borges
El colectivo Yaiza Borges es una asociación fundada en 1978 por miembros de la Asamblea de Cineastas Independientes Canarios (ACIC), que en el año 1979 pasa a convertirse en cooperativa profesional. 

## Objetivos
El objetivo principal del colectivo era potenciar el cine en Canarias a través de la producción, realización y exhibición de sus propias películas. Sus fundadores son directores de cine amateur que buscaban continuar la corriente de cineastas que había surgido en los años 1970 gracias a la popularidad de las cámaras domésticas.
El colectivo defendía la importancia del cine, reivindicando la necesidad de crear una escuela de cine en Canarias a través de su propia revista, "Barrido", y luchaban por la fundación de la Filmoteca Canaria. Su primera película, "Anabel (Off-Side)", se rueda en La Laguna en 1979. En 1981 el colectivo crea la sala de cine "Cinematógrafo Yaiza Borges" en Santa Cruz de Tenerife, que tiene como finalidad exponer películas con poca repercusión en las salas comerciales. Las proyecciones más destacadas son ciclos de autores como R.W. Fassbinder o la primera película canaria, "El ladrón de los guantes blancos". Gracias al apoyo de TVE Canarias el colectivo dirigirá una serie de mediometrajes, entre los que destacan "Apartamento 23-F" de Aurelio Carnero, "Iballa" de Josep Vilageliu, "El fotógrafo" de Luis Sánchez-Gijón, o "Último acto" de Francisco Javier Gómez Tarín. 

## Disolución
En 1986 el grupo se disuelve ante la falta de ayudas económicas, el fin de su participación con TVE y la poca rentabilidad que aporta su sala de cine. El colectivo se despide con el documental "The End", el cual muestra en un plano estático, similar a las primeras grabaciones de los Hermanos Lumière, a los espectadores abandonando la última proyección de su sala. Tras la disolución del grupo muchos de sus integrantes siguieron haciendo cine.
En sus rodajes colaboraron futuros nombres del cine canario y sus largometrajes y mediometrajes destacaban por su inclinación en arriesgar en el planteamiento cinematográfico, la investigación e innovación estilística y por romper con la estructura clásica e intentar trascender en sus historias.
En el año 2017, la Asociación de cineastas de Canarias Microclima entrega a los miembros del colectivo su segundo premio Microclima, que reconoce el trabajo de personas, instituciones o colectivos en defensa del cine como bien cultural. El premio valora la forma en la que el colectivo unificó a los cineastas independientes de los años 1970 y 1980, ofreciendo un proyecto cinematográfico y cultural global, crítico y ambicioso, participando en el debate de las políticas audiovisuales en los años en los que se construía la Comunidad Autónoma de Canarias.